# Gordon Campbell, Baron Campbell of Croy
Gordon Thomas Calthrop Campbell, Baron Campbell of Croy PC MC DL (* 8. Juni 1921 in Quetta, Britisch-Indien; † 26. April 2005 in London) war ein britischer Politiker der Conservative Party, der fünfzehn Jahre lang Abgeordneter des House of Commons war, während der Regierung von Premierminister Edward Heath zwischen 1970 und 1974 das Amt des Schottland-Ministers (Secretary of State for Scotland) bekleidete und 1975 als Life Peer  Mitglied des House of Lords wurde. 

## Leben

### Offizier im Zweiten Weltkrieg und Diplomat
Campbell war der Sohn von Major-General James Alexander Campbell, der 1916 in Frankreich den ersten von zwei Distinguished Service Orders (DSO) erhielt und zwischen Dezember 1939 und Mai 1941 Kommandeur einer Brigade der 15th Scottish Infantry Division war. Seine Mutter war die Künstlerin und Schriftstellerin Violet Calthrop Campbell, eine Verwandte des Ingenieurs und Pioniers der industriellen Revolution Isambard Kingdom Brunel. Er selbst begann nach dem Besuch des Wellington College in Berkshire zunächst ein Studium am Trinity College der University of Cambridge, das er jedoch bereits kurz darauf abbrach, um eine Ausbildung an der Royal Military Academy Woolwich zu absolvieren. Zu Beginn des Zweiten Weltkrieges trat er 1939 als Achtzehnjähriger nach dem Besuch der Artillerieschule Larkhill in die Royal Artillery ein und wurde bereits 1941 als Zwanzigjähriger zum Major befördert. Als Kommandeur einer Feldbatterie (320th Field Battery) nahm er verschiedenen Gefechten in Falaise in der Normandie teil.
In den letzten Kriegstagen nahm er am 5. Mai 1945, drei Tage vor der Kapitulation des Deutschen Reiches, an einer Kampfhandlung an der Elbe teil, in der eine deutsche Kugel seinen Ischiasnerv zerriss und in der Folge weitere medizinische Probleme auslöste. Für seine dortigen Verdienste wurde ihm eine silberne Spange zum Military Cross verliehen, mit dem er bereits 1944 nach der Operation Overlord ausgezeichnet wurde. 
Nach Ende des Zweiten Weltkrieges konnte er seine militärische Laufbahn wegen der schweren Verwundung nicht fortsetzen, konnte allerdings aufgrund der im Krieg erlittenen körperlichen Schäden trotz seines nicht abgeschlossenen Studiums in den auswärtigen Dienst des Foreign Office eintreten und fand nach Abschluss der Ausbildung 1949 kurz vor Beginn des Koreakrieges Verwendung bei der Ständigen Vertretung bei den Vereinten Nationen in New York City.
1952 wurde Campbell Privatsekretär von Norman Brook, der zwischen 1947 und 1962 Kabinettsekretär (Cabinet Secretary) war. Dadurch erlangte er einen weiten Einblick in die Arbeit der britischen Regierung. Nach einer dreijährigen Tätigkeit im Kabinettsamt (Cabinet Office) kehrte er 1955 zunächst ins Außenministerium zurück, ehe er 1956 als Erster Sekretär an die Botschaft in Österreich wechselte. In diese Zeit fiel der ungarische Volksaufstand sowie die Entstehung der Internationalen Atomenergie-Organisation (IAEO). Die dortige Zeit prägte auch seine spätere positive Einstellung zur zivil genutzten Kernenergie in Großbritannien, die insbesondere durch die Unterstützung des Kernkraftwerk Hunterston sowie den Advanced Gas-cooled Reactor (AGR) im Kernkraftwerk Torness zum Ausdruck kamen.
1957 verließ Campbell den auswärtigen Dienst und übernahm einen Posten als Manager in dem Familienunternehmen Holme Rose Farms & Estate in Cawdor.

### Unterhausabgeordneter und Junior-Minister
Bei den Unterhauswahlen vom 8. Oktober 1959 wurde Campbell als Kandidat der Conservative Party (Tories) erstmals als Abgeordneter in das House of Commons gewählt und vertrat in diesem bis zu seiner Wahlniederlage bei den Unterhauswahlen am 28. Februar 1974 den Wahlkreis Moray and Nairnshire. In diesem Wahlkreis, den er bei seiner ersten Wahl am 8. Oktober mit 13.742 Wählerstimmen (52,63 Prozent) deutlich gewann, wurde er Nachfolger von James Stuart, der zwischen 1951 und 1957 Schottland-Minister in den Regierungen von Premierminister Winston Churchill sowie Anthony Eden war.
Nachdem er von 1961 bis 1962 Assistierender Parlamentarischer Geschäftsführer (Assistant Government Whip) der regierenden Tory-Fraktion im Unterhaus war, fungierte Campbell zwischen 1962 und 1963 als Mitglied der Schatzkammer (Lord Commissioner of the Treasury) sowie zugleich als Whip für die schottischen Abgeordneter der Conservative Party, ehe er von Oktober 1963 bis Oktober 1964 in der Regierung von Premierminister Alec Douglas-Home Parlamentarischer Unterstaatssekretär im Schottland-Ministerium (Parliamentary Under-Secretary of State for Scotland) war. In dieser Funktion gehörte er zu den engsten Beratern des damaligen Schottland-Minister Michael Noble.
Über einige Zeit gehörte er als Abgeordneter auch dem sogenannten Schottischen Großausschuss (Scottish Grand Committee) an, ein Gremium des Unterhauses, dem parteiübergreifend alle Abgeordneten aus Schottland angehören. In diesem Gremium erwarb er sich auch Respekt und Anerkennung von Abgeordneten der Labour Party wie Willie Ross, der zwischen Oktober 1964 und Juni 1970 Schottland-Minister in der Regierung von Premierminister Harold Wilson war, oder auch Margaret Herbison, die von Oktober 1964 bis Juli 1967 der Regierung Wilson als Ministerin für Pensionen und die Nationalversicherung sowie zuletzt als Ministerin für soziale Sicherheit angehörte.

### Schottland-Minister und Wahlniederlage im Februar 1974

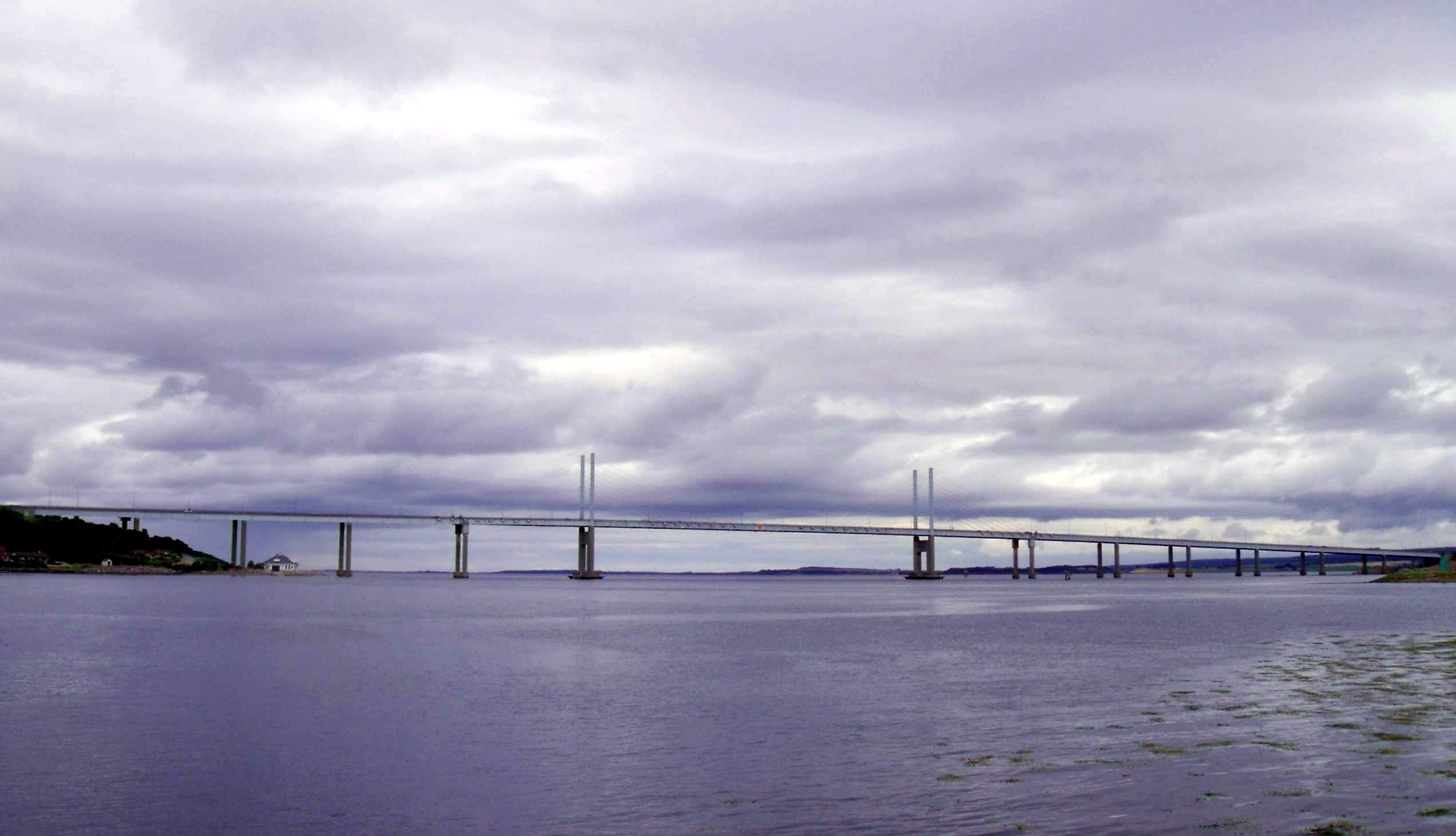
Als Schottland-Minister setzte sich Campbell für die finanzielle Förderung für die zwischen 1976 und 1982 entstandene Kessock Bridge bei Beauly Firth ein

Nach dem Wahlsieg der Conservative Party bei den Unterhauswahlen vom 18. Juni 1970 wurde Campbell, der 1970 zugleich auch Privy Councillor wurde, von Premierminister Edward Heath schließlich selbst zum Schottland-Minister (Secretary of State for Scotland) ernannt und bekleidete diese Funktion bis zum Ende von Heaths Amtszeit nach der Niederlage der Tories bei den Unterhauswahlen am 28. Februar 1974.
Seine Ministerzeit war geprägt von den Problemen der Ausbeutung des Nordseeöls und die damit verbundene Entwicklung in den Fischereigebieten von Moray Firth und der Westküste Schottlands. Dabei geriet er zeitweilig wegen angeblicher übergenauer Berücksichtigung von Belangen des Umweltschutzes, die sich insbesondere auf seine Vorliebe für Ornithologie begründete, in die Kritik. Andererseits hoben Politiker wie der langjährige Labour-Abgeordnete Tam Dalyell hervor, dass Campbell einer der ersten Minister war, der sich mit Umwelt- und Landschaftsschutzbelangen der britischen Küste befasste. Zum anderen forderte er den Bau neuer Fernstraßen und Brücken, wobei es ihm insbesondere gelang, die beim Schatzamt (HM Treasury) unpopuläre Förderung der A9 road durch die Highlands zu erreichen, insbesondere für die Cromarty-Brücke bei Cromarty Firth und die Kessock Bridge bei Beauly Firth.
Bei den Unterhauswahlen vom 28. Februar 1974 erlitt er auch eine persönliche Wahlniederlage und verlor unerwartet den Wahlkreis Moray and Nairn an seine Herausforderin Winnie Ewing von der Scottish National Party (SNP), die 16.046 Stimmen (49,26 Prozent) erhielt, während er selbst nur noch auf 14.229 Wählerstimmen (43,68 Prozent) kam.

### Oberhausmitglied
Nach seinem Ausscheiden aus dem House of Commons wurde Campbell durch ein Letters Patent vom 9. Januar 1975 als Life Peer mit dem Titel Baron Campbell of Croy, of Croy in the County of Nairne, in den Adelsstand erhoben und gehörte damit nach dem Life Peerages Act bis zu seinem Tod dem House of Lords Mitglied an. Während seiner Oberhauszugehörigkeit war er zeitweilig Mitglied verschiedener Ausschüsse sowie Sprecher der Opposition für Industrie, Energie und Angelegenheiten der Europäischen Gemeinschaften.
Campbell, der auch das Amt eines Deputy Lieutenant von Nairnshire erhielt, war nach seinem Ausscheiden aus der Regierung und dem Unterhaus auch in der Privatwirtschaft tätig und war zwischen 1975 und 1994 Berater des Mineralölunternehmens Chevron Corporation sowie von 1979 bis 1993 Vorstandsvorsitzender von Stoic Insurance Services. 
Geprägt durch seine eigene durch die Kriegsverletzungen ausgelöste Körperbehinderung engagierte er sich insbesondere auch für die Belange behinderter Menschen und weckte vor allem durch sein Buch Disablement: problems and prospects in the United Kingdom (1981) öffentliche Aufmerksamkeit sowie Anerkennung bei Politikern wie Jack Ashley, Lewis Carter-Jones und Alf Morris, die sich ebenfalls für die Rechte behinderter Menschen einsetzten.
Auch als Oberhausmitglied setzte sich Baron Campbell weiter für den Umweltschutz ein und war zwischen 1980 und 1982 zunächst kommissarischer Vorsitzender sowie von 1987 bis 1989 Vorsitzender des Beratungsausschusses für Gewässerverschmutzung (Advisory Committee on Pollution of the Sea). Darüber hinaus engagierte er sich als Präsident der Anglo-Austrian Society zwischen 1991 und 2003 maßgeblich für die Beziehungen zwischen Österreich und Großbritannien. Des Weiteren bekleidete er zwischen 1988 und 1999 das Amt des Vice-Lieutenant von Nairnshire.

## Veröffentlichungen
- Disablement: problems and prospects in the United Kingdom, 1981